# Lillebjørn Nilsen
Pour les articles homonymes, voir Nilsen.
Lillebjørn Nilsen, de son nom civil Bjørn Falk Nilsen (né le 21 décembre 1950 à Oslo et mort le 27 janvier 2024), est un chanteur populaire norvégien de musique folk et pop. Il est souvent considéré comme le porte-voix d'Oslo en raison des nombreuses chansons sur la ville qu'il a composées des années 1970 jusqu’à sa mort.

## Biographie
Lillebjørn Nilsen a collaboré à de nombreuses occasions avec son idole et ami Pete Seeger. Il a notamment adapté la chanson Rainbow Race en norvégien Barn av regnbuen (Enfants de l'arc-en-ciel).
En 2012, le terroriste d'extrême droite, Anders Behring Breivik, déclare qu'il détestait cette chanson et qu'il voyait en elle un symbole de la culture marxiste et du multiculturalisme. En réponse à cela, 40 000 Norvégiens se réunissent à quelques centaines de mètres de l'enceinte de son procès pour entonner en chœur la chanson sous la direction de Nilsen.

## Discographie
- 1971 : Tilbake
- 1973 : Portrett
- 1974 : Haba Haba
- 1974 : Hei fara! Norske folkeviser
- 1975 : Byen med det store hjertet
- 1978 : Oslo
- 1980 : Live at Sioux Falls (USA)
- 1980 : Ballade! Ekstranummer
- 1982 : Original Nilsen
- 1985 :  Hilsen Nilsen
- 1986 : Tekst og musikk: Lillebjørn Nilsen
- 1988 : Sanger
- 1993 : Nære Nilsen
- 1995 : Haba Haba
- 1996 : 40 Spor: Nilsens 40 beste
- 2003 : Byen med det store hjertet (réédition)
- 2003 : Tilbake (réédition)
- 2003 :  Portrett (réédition)